# Copa Libertadores 1994
Copa Libertadores 1994 – 35 edycja Copa Libertadores, w której udział wzięło 21 klubów reprezentujących wszystkie kraje zrzeszone w CONMEBOL. Każde z 10 państw wystawiło po 2 kluby, nie licząc broniącego tytułu brazylijskiego klubu São Paulo FC, który awansował do 1/8 finału bez gry.
São Paulo ponownie dotarł do finału, jednak nie zdołał trzeci raz z rzędu zdobyć pucharu, gdyż uległ w rzutach karnych argentyńskiej drużynie CA Vélez Sarsfield, mającej w swym składzie znakomitego paragwajskiego bramkarza José Luisa Chilaverta. Vélez Sarsfield pierwszy raz zdobył najważniejszy puchar Ameryki Południowej. Wcześniej spotkali się dwaj finaliści poprzedniej edycji turnieju – São Paulo i chilijski klub Unión Española. Także i tym razem wygrał klub z Brazylii.
W pierwszym etapie 20 klubów podzielono na 5 grup po 4 drużyny. Z każdej grupy do następnej rundy awansowały trzy najlepsze zespoły. Jako szesnasty klub do 1/8 awansował broniący tytułu klub São Paulo.
W 1/8 finału wylosowano osiem par, które wyłoniły ośmiu ćwierćfinalistów. W ćwierćfinale wylosowano cztery pary, które wyłoniły czterech półfinalistów. W półfinale dwie pary wyłoniły dwóch finalistów.
Nadal wysoki poziom prezentowały kluby z Kolumbii, a Atlético Junior dotarł do półfinału, gdzie po rzutach karnych uległ późniejszemu triumfatorowi – klubowi Vélez Sarsfield. Do półfinału dotarła także znakomicie spisująca się paragwajska drużyna Club Olimpia, która w walce o finał uległa po rzutach karnych drużynie São Paulo.
Kolejny raz słabo zaprezentowały się kluby z Urugwaju, choć w 1/8 finału Defensor Sporting stawił twardy opór ekipie Vélez Sarsfield i wyeliminowany został dopiero po rzutach karnych. Zaskakująco słabo wypadł słynny argentyński klub Boca Juniors.

## 1/16 finału

### Grupa 1Kolumbia,Paragwaj
| 02.03 Club Olimpia – Cerro Porteño 1:0 - Víctor Hugo Avalos                                                                        |
| 04.03 Atlético Junior – Independiente Medellín 0:1 - Rubén Darío Hernández                                                         |
| 09.03 Independiente Medellín – Club Olimpia 0:0                                                                                    |
| 12.03 Atlético Junior – Club Olimpia 0:0                                                                                           |
| 16.03 Independiente Medellín – Cerro Porteño 3:0 - John Jaime Gómez, Rubén Darío Hernández (2)                                     |
| 18.03 Atlético Junior – Cerro Porteño 3:2 - Iván René Valenciano, Luis Grau, Araujo – Virgilio Romero Ferreira (2)                 |
| 24.03 Cerro Porteño – Club Olimpia 1:3 - Francisco Javier Arce – Casiano Wilberto Delvalle, Jorge Luis Campos, Mario César Ramírez |
| 24.03 Independiente Medellín – Atlético Junior 0:1 - Adriano Samaniego                                                             |
| 05.04 Club Olimpia – Independiente Medellín 0:2 - John Jaime Gómez, Carlos Alberto Castro                                          |
| 08.04 Cerro Porteño – Independiente Medellín 0:0                                                                                   |
| 12.04 Club Olimpia – Atlético Junior 1:0 - Mauro Antonio Caballero                                                                 |
| 15.04 Cerro Porteño – Atlético Junior 1:0 - Estanislao Struway                                                                     |

| Klub                   | Mecze | Zw | Rem | Por | Pkt | BrZd | BrStr |
| ---------------------- | ----- | -- | --- | --- | --- | ---- | ----- |
| Independiente Medellín | 6     | 3  | 2   | 1   | 8   | 6    | 1     |
| Club Olimpia           | 6     | 3  | 2   | 1   | 8   | 5    | 3     |
| Atlético Junior        | 6     | 2  | 1   | 3   | 5   | 4    | 5     |
| Cerro Porteño          | 6     | 1  | 1   | 4   | 3   | 4    | 10    |

### Grupa 2Argentyna,Brazylia
| 13.02 CA Vélez Sarsfield – Boca Juniors 1:1 - José Óscar Flores – Carlos Javier Mac Allister                                  |
| 02.03 SE Palmeiras – Cruzeiro EC 2:0 - Edílson (2)                                                                            |
| 09.03 SE Palmeiras – Boca Juniors 6:1 - Cléber, Roberto Carlos, Edílson, Evair (2, 1k), Jean Carlo – Sergio Daniel Martínez k |
| 09.03 Cruzeiro EC – CA Vélez Sarsfield 1:1 - Ronaldo – Omar Andrés Asad                                                       |
| 16.03 Boca Juniors – Cruzeiro EC 1:2 - Alberto Federico Acosta – Paulo Roberto, Roberto Gaúcho                                |
| 17.03 CA Vélez Sarsfield – SE Palmeiras 1:0 - Omar Andrés Asad                                                                |
| 23.03 Boca Juniors – CA Vélez Sarsfield 1:2 - Julio César Saldaña – Omar Andrés Asad, José Horacio Basualdo                   |
| 25.03 Cruzeiro EC – SE Palmeiras 2:1 - Nonato, Luiz Fernando – Freddy Eusebio Rincón                                          |
| 30.03 Boca Juniors – SE Palmeiras 2:1 - Alberto Federico Acosta, Alejandro Víctor Giuntini – Edílson                          |
| 31.03 CA Vélez Sarsfield – Cruzeiro EC 2:0 - Roberto Luis Trotta k, Omar Andrés Asad                                          |
| 06.04 Cruzeiro EC – Boca Juniors 2:1 - Luiz Fernando, Ronaldo – Sergio Daniel Martínez                                        |
| 07.04 SE Palmeiras – CA Vélez Sarsfield 4:1 - Macula, Maurílio, Edílson k, Sorato – Roberto Carlos Pompei                     |

| Klub               | Mecze | Zw | Rem | Por | Pkt | BrZd | BrStr |
| ------------------ | ----- | -- | --- | --- | --- | ---- | ----- |
| CA Vélez Sarsfield | 6     | 3  | 2   | 1   | 8   | 8    | 7     |
| Cruzeiro EC        | 6     | 3  | 1   | 2   | 7   | 7    | 8     |
| SE Palmeiras       | 6     | 3  | 0   | 3   | 6   | 14   | 7     |
| Boca Juniors       | 6     | 1  | 1   | 4   | 3   | 7    | 14    |

### Grupa 3Ekwador,Peru
| 02.03 CS Emelec – Barcelona SC 0:1 - Hurtado s                                                              |
| 02.03 Universitario de Deportes – Alianza Lima 0:1 - Juan Carlos Kopriva                                    |
| 08.03 Barcelona SC – Universitario de Deportes 0:0                                                          |
| 11.03 CS Emelec – Universitario de Deportes 2:0 - Luis Roberto Oste (2)                                     |
| 15.03 Barcelona SC – Alianza Lima 3:0 - Agustín Javier Delgado (2), José Eduardo Gavica                     |
| 18.03 CS Emelec – Alianza Lima 3:0 - Carlos Luis Morales, Edú, Ángel Oswaldo Fernández                      |
| 23.03 Alianza Lima – Universitario de Deportes 1:2 - Juan Carlos Kopriva – Jericó Flores, Jorge Amadó Núñez |
| 23.03 Barcelona SC – CS Emelec 0:1 - Luis Roberto Oste                                                      |
| 05.04 Alianza Lima – Barcelona SC 2:1 - Mario „Kanko” Rodríguez, José Alberto Soto – Rubén Darío Insúa      |
| 08.04 Universitario de Deportes – Barcelona SC 0:0                                                          |
| 12.04 Alianza Lima – CS Emelec 2:2 - Waldir Alejandro Sáenz (2) – Edú, Ángel Oswaldo Fernández              |
| 15.04 Universitario de Deportes – CS Emelec 2:1 - Jericó Flores, Ovando – Walter Pico                       |

| Klub                      | Mecze | Zw | Rem | Por | Pkt | BrZd | BrStr |
| ------------------------- | ----- | -- | --- | --- | --- | ---- | ----- |
| CS Emelec                 | 6     | 3  | 1   | 2   | 7   | 9    | 5     |
| Barcelona SC              | 6     | 2  | 2   | 2   | 6   | 5    | 3     |
| Universitario de Deportes | 6     | 2  | 2   | 2   | 6   | 4    | 5     |
| Alianza Lima              | 6     | 2  | 1   | 3   | 5   | 6    | 11    |

### Grupa 4Chile,Urugwaj
| 02.03 Unión Española – CSD Colo-Colo 1:2 - Juan Enrique Carreño – Víctor Hugo Mella, Toninho                                 |
| 02.03 Defensor Sporting – Club Nacional de Football 1:0 - Ricardo Dos Santos                                                 |
| 08.03 Unión Española – Defensor Sporting 1:0 - Juan Enrique Carreño                                                          |
| 13.03 CSD Colo-Colo – Defensor Sporting 2:0                                                                                  |
| 15.03 Unión Española – Club Nacional de Football 1:0 - Juan Enrique Carreño                                                  |
| 18.03 CSD Colo-Colo – Club Nacional de Football 4:2 - Pedro Antonio Reyes, Toninho, Patricio Nazario Yáñez (2) – O’Neill (2) |
| 23.03 CSD Colo-Colo – Unión Española 3:1 - Marcelo Wálter Fracchia, Eduardo Enrique Vilches (2) – Rodrigo Patricio Ruiz      |
| 23.03 Club Nacional de Football – Defensor Sporting 1:1 - Osvaldo Francisco Canobbio – Jorge Gabriel Álvez                   |
| 05.04 Defensor Sporting – CSD Colo-Colo 0:0                                                                                  |
| 08.04 Club Nacional de Football – CSD Colo-Colo 2:0 - Francisco Ulises Rojas s, Ricardo Canals                               |
| 12.04 Defensor Sporting – Unión Española 1:1 - Julio de Souza – Juan Enrique Carreño k                                       |
| 15.04 Club Nacional de Football – Unión Española 0:1 - Cristián Antonio Montecinos                                           |

| Klub                      | Mecze | Zw | Rem | Por | Pkt | BrZd | BrStr |
| ------------------------- | ----- | -- | --- | --- | --- | ---- | ----- |
| CSD Colo-Colo             | 6     | 4  | 1   | 1   | 9   | 11   | 6     |
| Unión Española            | 6     | 3  | 1   | 2   | 7   | 6    | 6     |
| Defensor Sporting         | 6     | 1  | 3   | 2   | 5   | 3    | 5     |
| Club Nacional de Football | 6     | 1  | 1   | 4   | 3   | 5    | 8     |

### Grupa 5Boliwia,Wenezuela
| 23.02 Minerven Puerto Ordaz – Marítimo Caracas 2:1 |
| 23.02 Club Bolívar – Club The Strongest 0:0 |
| 01.03 Minerven Puerto Ordaz – Club Bolívar 1:1 - Luis Darío Erramuspe – Richard Cueto                                                                                      |
| 04.03 Marítimo Caracas – Club Bolívar 0:2 - Julio César Baldivieso (2k) |
| 08.03 Minerven Puerto Ordaz – Club The Strongest 5:0 - Stalin José Rivas (3, 1k), Da Silva, Eleazar García                                                                 |
| 11.03 Marítimo Caracas – Club The Strongest 1:1 - Josemir Lujambio – Arturo García                                                                                         |
| 16.03 Marítimo Caracas – Minerven Puerto Ordaz 4:1 |
| 16.03 Club The Strongest – Club Bolívar 0:0 |
| 22.03 Club Bolívar – Minerven Puerto Ordaz 4:0 - Vladimir Soria, Julio César Baldivieso, Víctor Hugo Antelo (2)                                                            |
| 25.03 Club The Strongest – Minerven Puerto Ordaz 7:1 - Gustavo Domingo Quinteros (3), Johnny Robert Villarroel, Claudio Mir, Robert Arteaga, Antoninho – Stalin José Rivas |
| 05.04 Club Bolívar – Marítimo Caracas 2:1 - Víctor Hugo Antelo, Richard Cueto – Donizetti k                                                                                |
| 08.04 Club The Strongest – Marítimo Caracas 5:0 - Claudio Mir k, Johnny Robert Villarroel (3), Arturo García                                                               |

| Klub                  | Mecze | Zw | Rem | Por | Pkt | BrZd | BrStr |
| --------------------- | ----- | -- | --- | --- | --- | ---- | ----- |
| Club Bolívar          | 6     | 3  | 3   | 0   | 9   | 9    | 2     |
| Club The Strongest    | 6     | 2  | 3   | 1   | 7   | 13   | 7     |
| Minerven Puerto Ordaz | 6     | 2  | 1   | 3   | 5   | 10   | 17    |
| Marítimo Caracas      | 6     | 1  | 1   | 4   | 3   | 7    | 13    |

### Obrońca tytułu
| São Paulo FC jako obrońca tytułu awansował do 1/8 finału bez gry |

## 1/8 finału
| Universitario de Deportes – Independiente Medellín 2:1 i 0:2 - 20.04 Jericó Flores, Jorge Amadó Núñez – John Jaime Gómez - 27.04 John Jaime Gómez, Óscar Eduardo Juárez     |
| Defensor Sporting – CA Vélez Sarsfield 0:0 i 1:1, karne 2:4 - 21.04 Julio de Souza – Héctor Alfredo Almandoz - 27.04 0:0 - Karne:?                                          |
| Minerven Puerto Ordaz – CS Emelec 2:0 i 1:3, karne 4:2 - 20.04 Stalin José Rivas (2) - 27.04 Juan García Rivas – Máximo Wilson Tenorio, Luis Roberto Oste (2) Karne:?       |
| Atlético Junior – CSD Colo-Colo 1:1 i 2:2, karne 4:3 - 20.04 Miguel Ángel Guerrero – Eduardo Enrique Vilches - 27.04 Miguel Ángel Guerrero, Luis Grau – Toninho (2) Karne:? |
| Club The Strongest – Club Bolívar 1:2 i 0:4 - 14.04 Arturo García – Víctor Hugo Antelo (2) - 24.04 Víctor Hugo Antelo, Julio César Baldivieso (2), Vladimir Soria           |
| Barcelona SC – Club Olimpia 0:1 i 1:2 - 20.04 Casiano Wilberto Delvalle - 27.04 Montaño – José Saturnino Cardozo (2)                                                        |
| Unión Española – Cruzeiro EC 1:0 i 0:0 - 21.04 Juan Enrique Carreño - 27.04 0:0                                                                                             |
| SE Palmeiras – São Paulo FC 0:0 i 1:2 - 27.04 0:0 - 24.07 Evair – Euller (2)                                                                                                |

## 1/4 finału
| Independiente Medellín – Atlético Junior 0:2 i 0:0 - 27.07 Osvaldo Mackenzie, Ronald Valderrama - 03.08 0:0                                                            |
| Minerven Puerto Ordaz – CA Vélez Sarsfield 0:0 i 0:2 - 27.07 0:0 - 03.08 José Óscar Flores, Omar Andrés Asad                                                           |
| Club Bolívar – Club Olimpia 0:1 i 0:2 - 27.07 Marco B. Sandy s - 03.08 Miguel Sanabria, Adolfo Ramón Jara Heyn                                                         |
| Unión Española – São Paulo FC 1:1 i 3:4 - 29.07 José Luis Sánchez – Juninho Paulista - 03.08 José Luis Sánchez (2), José Luis Sierra – Palhinha, Válber, André, Euller |

## 1/2 finału
| São Paulo FC – Club Olimpia 2:1 i 0:1, karne 4:3 - 10.08 Palhinha k, Müller – José Saturnino Cardozo - 17.08 Francisco Flaminio Ferreira - Karne:?                                                    |
| Atlético Junior – CA Vélez Sarsfield 2:1 i 1:2, karne 4:5 - 10.08 Iván René Valenciano (2) – José Óscar Flores - 17.08 Iván René Valenciano – Christian Gustavo Bassedas, José Óscar Flores - Karne:? |

## FINAŁ
| CA Vélez Sarsfield – São Paulo FC 1:0 i 0:1, karne 5:3 |
| 24 sierpnia 1994 Buenos Aires Estadio José Amalfitani (~48 000) CA Vélez Sarsfield – São Paulo FC 1:0 (1:0) Sędzia: José Joaquín Torres (Kolumbia) Bramki: 1:0 Omar Andrés Asad 35 Club Atlético Vélez Sarsfield: José Luis Chilavert – Flavio Gabriel Zandoná, Roberto Luis Trotta, Víctor Hugo Sotomayor, Raúl Ernesto Cardozo, José Horacio Basualdo, Marcelo Gómez, Christian Gustavo Bassedas, Roberto Carlos Pompei, José Óscar „Turu” Flores (Fabián Fernandéz), Omar Andrés Asad (Claudio Daniel Husaín). Trener: Carlos Bianchi. São Paulo Futebol Clube: Zetti – Vítor, Júnior Baiano, Gilmar, André, Válber, Axel, Cafu, Palhinha (Juninho Paulista), Euller, Müller. Trener: Telê Santana. |
| 31 sierpnia 1994 São Paulo Estádio do Morumbi (92 650) São Paulo FC – CA Vélez Sarsfield 1:0 (1:0), karne 3:5 Sędzia: Ernesto Filippi (Urugwaj) Bramki: 1:0 Müller 33 Karne: André (+), Müller (+), Euller (+), Palhinha (-) – Roberto Luis Trotta (+), José Luis Chilavert (+), Flavio Gabriel Zandoná (+), Héctor Alfredo Almandoz (+), Roberto Carlos Pompei (+) São Paulo Futebol Clube: Zetti – Vítor (Juninho Paulista), Júnior Baiano, Gilmar, André, Válber, Axel, Cafu, Palhinha, Euller, Müller. Trener: Telê Santana. Club Atlético Vélez Sarsfield: José Luis Chilavert – Flavio Gabriel Zandoná, Roberto Luis Trotta, Héctor Alfredo Almandoz, Raúl Ernesto Cardozo (64 czerwona kartka), José Horacio Basualdo (Roberto Carlos Pompei), Marcelo Gómez, Christian Gustavo Bassedas, Mauricio Andrés Pellegrino, José Óscar „Turu” Flores (Claudio Daniel Husaín), Omar Andrés Asad. Trener: Carlos Bianchi. |

## Klasyfikacja
Poniższa tabela ma charakter statystyczny. O kolejności decyduje na pierwszym miejscu osiągnięty etap rozgrywek, a dopiero potem dorobek bramkowo-punktowy. W przypadku klubów, które odpadły w rozgrywkach grupowych o kolejności decyduje najpierw miejsce w tabeli grupy, a dopiero potem liczba zdobytych punktów i bilans bramkowy.
| Poz                                                                     | Klub                      | Mecze | Zw | Rem | Por | Pkt | BrZd | BrStr |
| ----------------------------------------------------------------------- | ------------------------- | ----- | -- | --- | --- | --- | ---- | ----- |
| 1                                                                       | CA Vélez Sarsfield        | 14    | 6  | 5   | 3   | 17  | 15   | 12    |
| 2                                                                       | São Paulo FC              | 8     | 4  | 2   | 2   | 10  | 10   | 8     |
| 3                                                                       | Club Olimpia              | 12    | 8  | 2   | 2   | 18  | 13   | 6     |
| 4                                                                       | Atlético Junior           | 12    | 4  | 4   | 4   | 12  | 12   | 11    |
| 5                                                                       | Club Bolívar              | 10    | 5  | 3   | 2   | 13  | 15   | 6     |
| 6                                                                       | Independiente Medellín    | 10    | 4  | 3   | 3   | 11  | 9    | 5     |
| 7                                                                       | Unión Española            | 10    | 4  | 3   | 3   | 11  | 11   | 11    |
| 8                                                                       | Minerven Puerto Ordaz     | 10    | 3  | 2   | 5   | 8   | 13   | 22    |
| 9                                                                       | CSD Colo-Colo             | 8     | 4  | 3   | 1   | 11  | 14   | 9     |
| 10                                                                      | CS Emelec                 | 8     | 4  | 1   | 3   | 9   | 12   | 8     |
| 11                                                                      | Cruzeiro EC               | 8     | 3  | 2   | 3   | 8   | 7    | 9     |
| 12                                                                      | Universitario de Deportes | 8     | 3  | 2   | 3   | 8   | 6    | 8     |
| 13                                                                      | SE Palmeiras              | 8     | 3  | 1   | 4   | 7   | 15   | 9     |
| 14                                                                      | Club The Strongest        | 8     | 2  | 3   | 3   | 7   | 14   | 13    |
| 15                                                                      | Defensor Sporting         | 8     | 1  | 5   | 2   | 7   | 4    | 6     |
| 16                                                                      | Barcelona SC              | 8     | 2  | 2   | 4   | 6   | 6    | 6     |
| 17                                                                      | Alianza Lima              | 6     | 2  | 1   | 3   | 5   | 6    | 11    |
| 18                                                                      | Club Nacional de Football | 6     | 1  | 1   | 4   | 3   | 5    | 8     |
| 19                                                                      | Cerro Porteño             | 6     | 1  | 1   | 4   | 3   | 4    | 10    |
| 20                                                                      | Marítimo Caracas          | 6     | 1  | 1   | 4   | 3   | 7    | 13    |
| 21                                                                      | Boca Juniors              | 6     | 1  | 1   | 4   | 3   | 7    | 14    |
| Podsumowanie: 90 meczów, w tym 24 remisy, 205 bramek – 2.28 bramki/mecz |                           |       |    |     |     |     |      |       |